# Scheuder

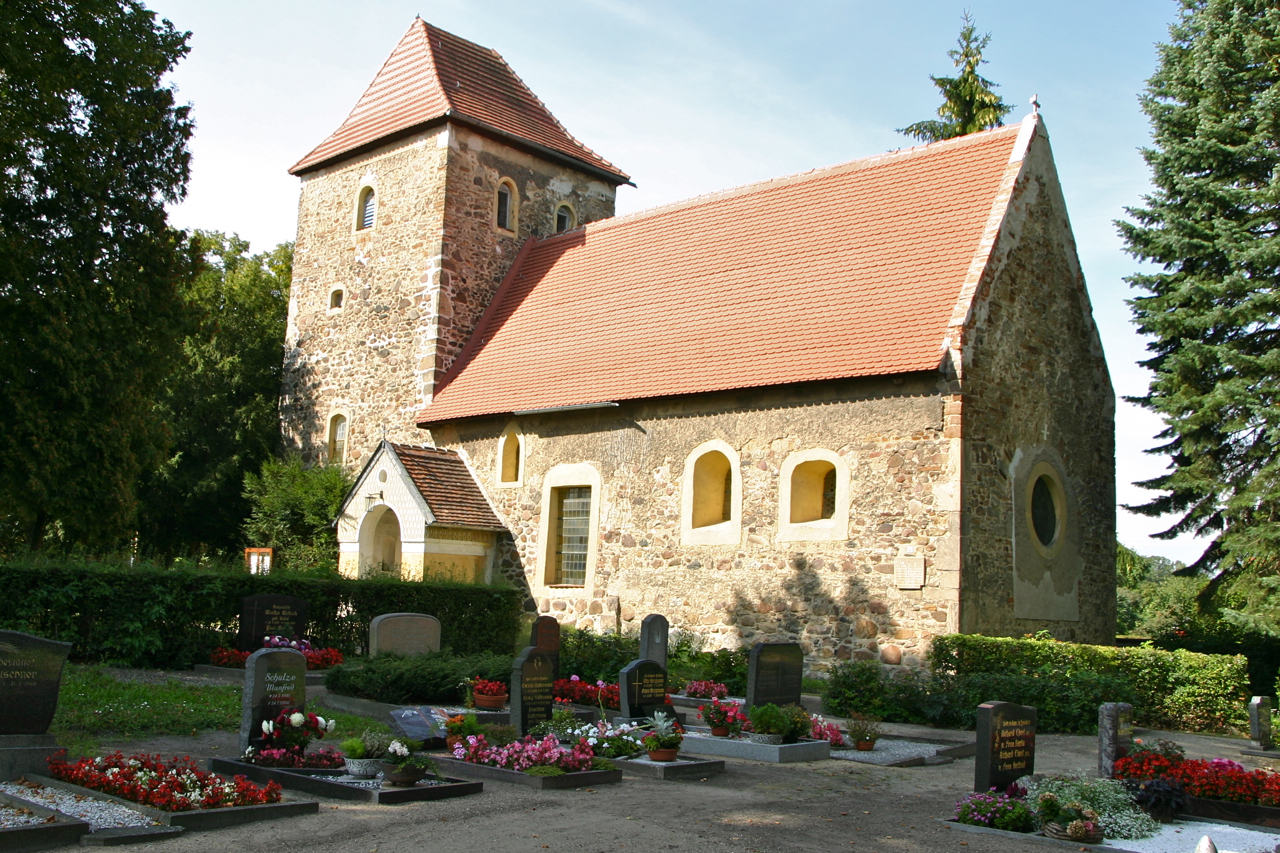
Scheuder (2011)

Scheuder is een plaats en voormalige gemeente in de Duitse deelstaat Saksen-Anhalt, en maakt deel uit van de Landkreis Anhalt-Bitterfeld.
Scheuder telt 368 inwoners.